# Sultan
Sultan (arap.  سلطان moćan čovjek, gospodar), naslov nekih islamskih vladara. Prvi je naslov sultana uzeo 1002. godine vladar Mahmud Gaznavid. Abasidski kalif službeno je dodijelio taj naslov seldžučkom vladaru Togrulu 1055. godine. Godine 1299. naslov sultana uzeli su osmanlijski vladari u želji da se oslobode od seldžučke vlasti. Otada je to bio najviši naslov kod osmanskih vladara uz naslove padišah i hakan, kojeg su, po istočnjačkim uzorima porširili u sultanus-salatin (arap. Sulṭān as-Salāṭīn; "vladar nad vladarima").
Naslov sultana u Turskoj ukinut je 1922. godina, kada je ukinuta monarhija u toj zemlji. U suvremenom vremenu, sultan je naziv za državnog poglavara Sultanata Oman, Brunej i nekih vladara u Malezijskoj Federaciji.

## Vanjske poveznice
- Sultan Hrvatska enciklopedija